# Modelo de ecuaciones simultáneas
El Modelo de ecuaciones simultáneas es un modelo estadístico que viene dado por un conjunto de ecuaciones lineales. A menudo se utilizan en econometría para encontrar valores de los parámetros que se encuentran correlacionados y que suceden paralelamente, por ejemplo, en las estimaciones de la oferta

## Forma estructural y reducida
Supongamos que hay m ecuaciones de regresión de la forma:
{\displaystyle y_{it}=y_{-i,t}'\gamma _{i}+x_{it}'\;\!\beta _{i}+u_{it},\quad i=1,\ldots ,m,}
donde i es en número de la ecuación, y t = 1, …, T es el índice de la observación. En estas ecuaciones xit es el ki×1 vector de variables exógenas, yit  la variable dependiente, y−i,t es el ni×1 vector de todas las demás variables endógenas que entran en la ecuación ith del lado derecho, y uit son los términos de error. La notación “−i”  indica que el vector  y−i,t puede contener cualquiera de los y’s excepto el yit ((puesto que ya está presente en el lado izquierdo). Los coeficientes de regresión βi y γi son de dimensiones ki×1 y ni×1 respectivamente.  Verticalmente apilando las T observaciones correspondientes a la ecuación ith, podemos escribir cada ecuación en forma vectorial como:
{\displaystyle y_{i}=Y_{-i}\gamma _{i}+X_{i}\beta _{i}+u_{i},\quad i=1,\ldots ,m,}
donde yi y ui son T×1 vectores, Xi es una T×ki matriz de regresores exógenos, y Y−i es una T×ni matriz de regresores endogeneos del lado derecho de la ecuación ith.Finalmente, se puede mover todas las variables endógenas a la izquierda y escribir las ecuaciones m conjuntamente en forma vectorial como:
{\displaystyle Y\Gamma =X\mathrm {B} +U.\,}
Esta representación se conoce como la forma estructural. En esta ecuación Y = [y1 y2 … ym] es la T×m matriz de variables independientes. Cada una de las matrices de Y−i es de hecho una submatriz ni columnas de esta Y. La matriz m×m Γ, que describe la relación entre las variables dependientes, tiene una estructura complicada.   Tiene unos en la diagonal, y todos los otros elementos de cada columna i son o bien los componentes del vector de −γi  o ceros, dependiendo de que se incluyeron columnas de Y en la matriz Y−i. La T×k matriz X ccontiene todos los regresores exógenos de todas las ecuaciones, pero sin repeticiones (es decir, la matriz X debe ser de rango completo). Así, cada Xi es una kisubmatriz X. La matriz Β tiene un tamaño k×m,  y cada una de sus columnas consta de los componentes de los vectores de βi y ceros, dependiendo de cuál de los regresores de X fueron incluidos o excluidos de Xi. Finalmente, U = [u1 u2 … um] es una T×m matriz de los términos de error.
Postmultiplicando la ecuación estructural por Γ -1, el sistema se puede escribir en la forma reducida como
{\displaystyle Y=X\mathrm {B} \Gamma ^{-1}+U\Gamma ^{-1}=X\Pi +V.\,}
Este ya es un simple modelo lineal general, y se puede estimar, por ejemplo, por mínimos cuadrados ordinarios. Por desgracia, la tarea de descomponer la matriz estimada {\displaystyle \scriptstyle {\hat {\Pi }}} en los factores individuales y Β Γ −1 es bastante complicado, y por lo tanto la forma reducida es más adecuada para la predicción, pero no para la inferencia.

### Supuestos
En primer lugar, el rango de la matriz X de regresores exógenos debe ser igual a k, tanto en muestras finitas y en el límite como T → ∞ (significa esto más adelante requisito de que en el límite de la expresión {\displaystyle \scriptstyle {\frac {1}{T}}X'\!X} debe converger a un no degenerada k × k matriz). Matriz Γ también se supone que es no degenerada.
En segundo lugar, los términos de error se asumen como serie independiente e idénticamente distribuidas . Es decir, si la t ª fila de la matriz T se denota por u (t), entonces la secuencia de vectores {u (t)} debe ser iid, con media cero y algunos matriz de covarianza Σ (que es desconocido). En particular, esto implica que E [U] = 0, y E [U'u] = T Σ.
Por último, las condiciones de identificación requiere que el número de incógnitas en este sistema de ecuaciones no debe exceder el número de ecuaciones. Más específicamente, la condición de la orden requiere que para cada ecuación k i n + i ≤ k, que puede expresarse como "el número de variables exógenas excluidas es mayor o igual que el número de variables endógenas incluidos". La condición rango de identificabilidad es que el rango (i Π 0) = n i, donde i Π es 0 a (k - k i) i × n matriz que se obtiene de Π tachando esas columnas que corresponden a las variables endógenas excluidos , y aquellas filas que corresponden a las variables exógenas incluidos.

## Estimación

### Mínimos cuadrados en dos etapas (MC2E)
El más simple y el más común es el método de estimación para el modelo de ecuaciones simultáneas llamado método de mínimos cuadrados en dos etapas, desarrollado de forma independiente por Theil (1953) y Basmann (1957). Es una técnica de ecuación por ecuación, donde los regresores endógenos en el lado derecho de cada ecuación se están equipados con la regresores X de todas las otras ecuaciones. El método se llama "en dos etapas", ya que lleva a cabo la estimación en dos etapas:
Paso 1: regresión de Y sobre Y−i y obtener los valores previstos {\displaystyle \scriptstyle {\hat {Y}}_{\!-i}} 
Paso 2: Estimación γi, βi por el de mínimos cuadrados ordinarios de regresión de yi sobre {\displaystyle \scriptstyle {\hat {Y}}_{\!-i}} y Xi.
Si la ecuación i ª en el modelo se escribe como :
{\displaystyle y_{i}={\begin{pmatrix}Y_{-i}&X_{i}\end{pmatrix}}{\begin{pmatrix}\gamma _{i}\\\beta _{i}\end{pmatrix}}+u_{i}\equiv Z_{i}\delta _{i}+u_{i},}
donde Zi es una matriz de T×(ni + ki) de ambos regresores, endógenos y exógenos, en la ith ecuación, y δi es un vector (ni + ki) unidimensional de coeficientes de regresión, entonces el estimador MC2E de δi estará dado por
{\displaystyle {\hat {\delta }}_{i}={\big (}{\hat {Z}}'_{i}{\hat {Z}}_{i}{\big )}^{-1}{\hat {Z}}'_{i}y_{i}={\big (}Z'_{i}PZ_{i}{\big )}^{-1}Z'_{i}Py_{i},}
donde P = X (X ′X)−1X ′ es la matriz de proyección sobre el espacio lineal atravesado por los regresores exógenos X.

## Mínimos cuadrados indirectos
Mínimos cuadrados indirectos es un enfoque en la econometría , donde los coeficientes en un modelo de ecuaciones simultáneas se estiman a partir de la forma reducida del modelo mediante mínimos cuadrados ordinarios. Para ello, el sistema estructural de ecuaciones se transforma en la forma reducida primero. Una vez estimados los coeficientes del modelo se vuelve a poner en la forma estructural. 

### Tres etapas de mínimos cuadrados (MC3E)
El estimador de mínimos cuadrados de tres etapas se introdujo por Zellner y Theil (1962). Combina el estimador de dos etapas de mínimos cuadrados (MC2E) con regresiones aparentemente no relacionadas(SUR).